# Orquesta Nicanrandy
La Orquesta Nicanrandy fue un grupo musical originario de la isla de Tenerife que actuaba en verbenas y fiestas populares, interpretando temas propios y de otros autores, en su mayoría de los géneros musicales del pasodoble, la cumbia y del merengue.

## Historia
La orquesta nace en abril de 1957 en Santa Cruz de Tenerife, con el nombre de Nick and Randy. La orquesta lleva el nombre de uno de sus fundadores. Acompañaron a artistas como Raphael, Conchita Bautista, Luis Aguilé, Andy Russell, José Guardiola, Antonio Machín, Jorge Sepúlveda, Carmen Flores, entre otros.
La orquesta finalizó en 1982, tras muchos años de éxitos, con canciones como Santa Cruz en Carnaval, Por que será o Domitila entre otros.